# Odder (Dania)
Odder – miasto w Danii, siedziba gminy Odder, w regionie Jutlandia Środkowa.
Ośrodek przemysłowy.
W mieście znajduje się stacja kolejowa Odder.

## Miasta partnerskie
- Salo, Finlandia
- Vennesla, Norwegia
- Katrineholm, Szwecja
- Świeradów-Zdrój, Polska